# Nicolas Florentin
Nicolas Florentin (ur. 16 lutego 1978 w Pont-à-Mousson) – francuski piłkarz występujący na pozycji pomocnika. Obecnie jest zawodnikiem klubu Angers.

## Kariera
Florentin zawodową karierę rozpoczynał w 1997 roku w drugoligowym klubie AS Nancy. W 1998 roku awansował z klubem do Ligue 1. W tych rozgrywkach zadebiutował dopiero 25 września 1999 w przegranym 0:2 meczu z Troyes AC. W grudniu 1999 roku został wypożyczony na 1,5 roku do AS Beauvais, grającego w Championnat National. W 2001 roku powrócił do Nancy, które spadło do Ligue 2.
W 2002 roku Florentin podpisał kontrakt z pierwszoligowym Troyes AC. Pierwszy mecz zaliczył tam 10 sierpnia 2002 przeciwko Stade Rennais (0:0). W 2003 roku spadł z zespołem do Ligue 2. W 2005 roku powrócił z Troyes do Ligue 1.
W sierpniu 2005 roku odszedł do drugoligowego SM Caen. W nowym klubie zadebiutował 9 września 2005 w zremisowanym 1:1 pojedynku z FC Sète. W 2007 roku Florentin awansował z Caen do Ligue 1. 1 grudnia 2007 w wygranym 1:0 meczu z Paris Saint-Germain strzelił pierwszego gola w trakcie gry w Ligue 1. W 2009 roku spadł z klubem do Ligue 2.
Latem 2010 roku Florentin został graczem Angers.